# ハウスフリーダム
株式会社ハウスフリーダム（英: HouseFreedom Co.,Ltd.）は、大阪・福岡を地盤とした不動産仲介、新築戸建分譲事業を行う会社。建設請負事業や、損害保険代理店事業も行っている。

## 沿革
- 1995年3月 - 株式会社ハウスフリーダムを設立
- 2000年3月 - 大阪府松原市阿保4丁目1番に本社ビルを竣工
- 2006年2月 - 福岡証券取引所Q-Board市場へ上場
- 2007年1月 - 犬井ヒロシ（サバンナの高橋茂雄）をCMイメージキャラクターに採用。
- 2008年7月 - 株式会社ホルツハウスを買収、完全子会社化
- 2013年10月 - 株式会社ホルツハウスを吸収合併
- 2013年10月 - 福岡市中央区に｢福岡支店｣　開設
- 2013年12月 - 株式会社ケアサービス友愛の全株式取得　完全子会社化
- 2014年5月 - 連結子会社株式会社リフォスタ設立
- 2022年12月 - 福岡証券取引所本則市場へ市場変更を行うと同時に、東京証券取引所スタンダード市場へ上場[3]。